# 依田政次
依田 政次（よだ まさつぐ）は、江戸時代中期の旗本。大目付。

## 経歴
元禄16年（1703年）、書院番・依田政有の嫡男として誕生。
享保元年（1716年）、14歳の時に8代将軍・徳川吉宗に拝謁、享保10年（1725年）に小姓組に入り、小納戸、徒士頭と昇進し、目付になる。そこから作事奉行を経て、能勢頼一の後任として宝暦3年（1753年）に北町奉行に就任し、明和6年（1769年）まで務めた後、さらに大目付へと栄進し、同時に加増されて1100石の知行を得た。
晩年は留守居役となり、大奥の監督に尽力したが、大奥の女中達と反目し、天明2年（1782年）に老齢を理由に致仕。
天明3年（1783年）、死去。享年81。
北町奉行在任中には山県大弐、藤井直明、竹内敬持らが策動したとされる明和事件の解決に手腕を振るい、彼らに死罪、獄門、遠島などの処分を下した。他にも、札差と旗本の間で生じた対立が激しくなった際に仲介を務め、一方で踏み倒しや不正な取立てを行う者に対しては徹底した調査を行って厳罰に処し、不正の横行を抑止することに尽力した。

## 系譜
- 父：依田政有
- 母：小幡重世娘
- 室：山村良考娘
- 後室：宮城武和娘
- 生母不明の子女
  - 男子：依田政峯
  - 男子：山本勝明
  - 三男：初鹿野信興（1745-1792）
  - 女子：山村良旺室